# Гаюи, Юст Валентинович
Юст (Жюст) Валентинович Гаюи (Аюи) — французский геолог, кристаллограф, военный инженер; работал в Одессе в первой трети XIX века.
Был известен своими исследованиями о природе возникновения оползней, об использовании подземных вод в целях водоснабжения. В 1828 году был избран членом-корреспондентом Российской академии наук. При проектировании зданий применял преимущественно стиль ампир, для ряда сооружений — стилевые формы средневековой архитектуры.

## Исследования одесских оползней
В 1813 году Гаюи первым начал исследования оползней в Одессе. Свои труды на французском языке он представил в Петербургскую академию наук в 1831 году. Гаюи предложил модель образования оползней, которую признавали все последующие геологи и инженеры.

## Проекты в Одессе
Среди проектов Гаюи в Одессе:

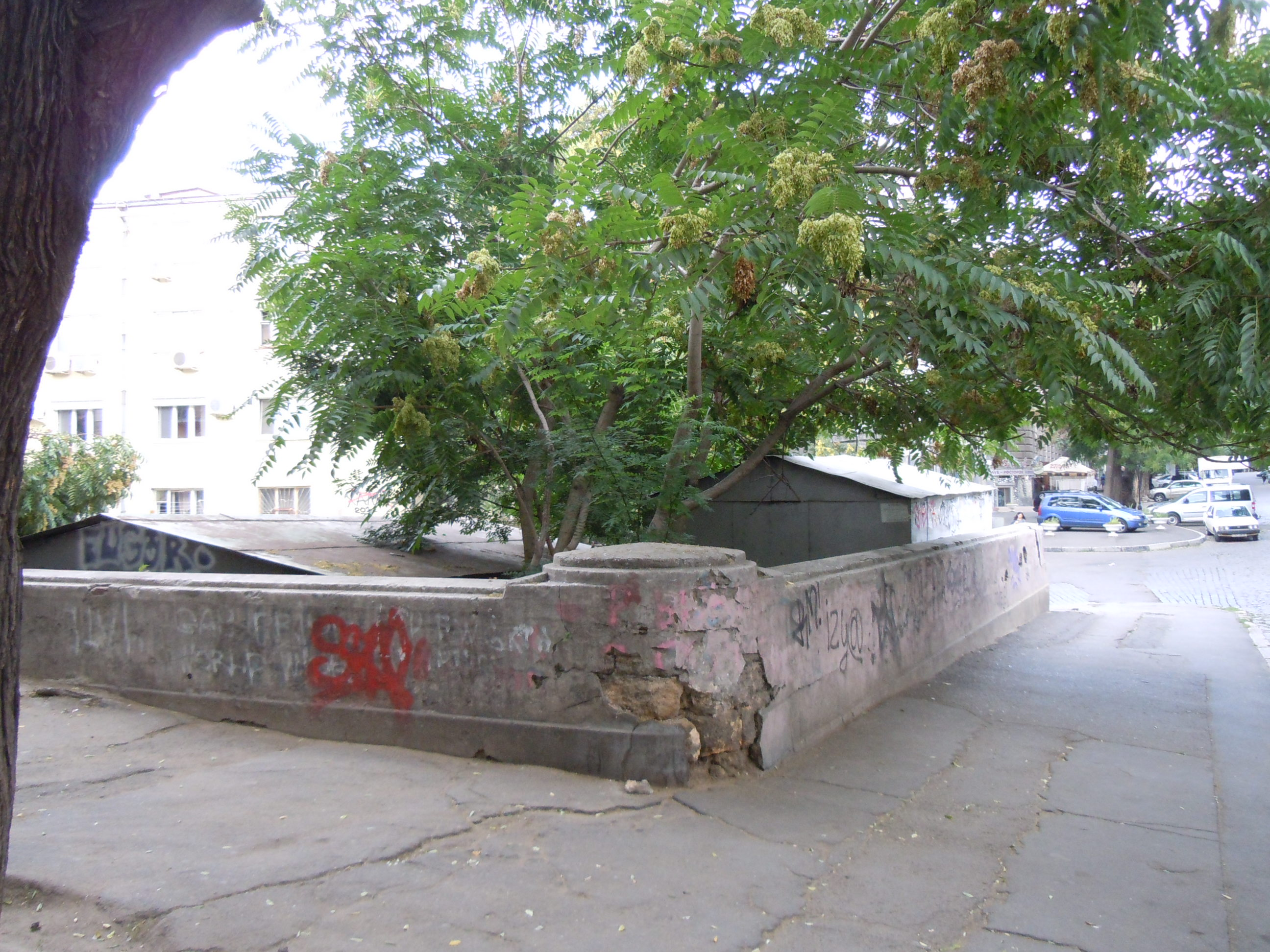
Сохранившиеся фрагменты моста Сикарда

- подробные планы Водяной балки, проекты оформление палаток над колодцами (1825).
- артезианский колодец в Водяной балке (1833).
- маяк на Большом Фонтане, который имел очень важное значение для функционирования Одесского порта (1815—1827).
- принимал участие в строительстве сооружений Одесского карантина (план Ф. Шаля, смета Дж. Фраполли, соисполнители инженеры К. Потье и Г. Морозов).
- проект ансамблевой застройки Одесского порта, который предусматривал не только зонирование территорий за использованием, но и объемные решения в монументальных ампирных архитектурных формах. Вероятно, соавтором этого проекта был одесский архитектор Франсуа Шаль (1825).

Гаюи также занимался решением проблем внутригородских связей:
- составлял проекты шоссе для Ришельевской, Херсонской, Дерибасовской и других улиц (1820-е годы).
- разработал проекты и построил каменные арочные мосты через Карантинную балку (вместе с архитектором А. Дигби): по ул. Почтовой (ныне — Жуковского) — с Новиковым (1822—1824), по ул. Еврейской — с Сикардовым (1822—1825, не сохранился).
- руководил трассировкой пределов порто-франко вокруг центрального ядра Одессы, выполнял соответствующие чертежи районов города и перекрытия канав (1819)[1].